# Казвелл-Біч (Північна Кароліна)
Казвелл-Біч (англ. Caswell Beach) — місто (англ. town) в США, в окрузі Брансвік штату Північна Кароліна. Населення — 395 осіб (2020).

## Географія
Казвелл-Біч розташований за координатами 33°54′21″ пн. ш. 78°2′55″ зх. д. / 33.90583° пн. ш. 78.04861° зх. д. (33.905869, -78.048656).  За даними Бюро перепису населення США в 2010 році місто мало площу 10,48 км², з яких 7,59 км² — суходіл та 2,89 км² — водойми.

## Демографія
Згідно з переписом 2010 року, у місті мешкало 398 осіб у 209 домогосподарствах у складі 141 родини. Густота населення становила 38 осіб/км².  Було 685 помешкань (65/км²).
Расовий склад населення:
| - 97,2 % — білих - 0,8 % — азіатів - 0,5 % — корінних американців - 1,3 % — осіб інших рас |

До двох чи більше рас належало 0,3 %. Частка іспаномовних становила 1,8 % від усіх жителів.
За віковим діапазоном населення розподілялося таким чином: 6,0 % — особи молодші 18 років, 51,0 % — особи у віці 18—64 років, 43,0 % — особи у віці 65 років та старші. Медіана віку мешканця становила 63,0 року. На 100 осіб жіночої статі у місті припадало 85,1 чоловіків;  на 100 жінок у віці від 18 років та старших — 86,1 чоловіків також старших 18 років.
Середній дохід на одне домашнє господарство  становив 97 983 долари США (медіана — 82 250), а середній дохід на одну сім'ю — 113 330 доларів (медіана — 96 250). За межею бідності перебувало 7,8 % осіб, у тому числі 50,0 % дітей у віці до 18 років та 0,0 % осіб у віці 65 років та старших.
Цивільне працевлаштоване населення становило 143 особи. Основні галузі зайнятості: мистецтво, розваги та відпочинок — 31,5 %, освіта, охорона здоров'я та соціальна допомога — 16,8 %, публічна адміністрація — 11,9 %, фінанси, страхування та нерухомість — 11,9 %.